# San Pedro Tidaá (kommun)
San Pedro Tidaá är en kommun i Mexiko.   Den ligger i delstaten Oaxaca, i den sydöstra delen av landet, 300 km sydost om huvudstaden Mexico City.
Följande samhällen finns i San Pedro Tidaá:
- San Pedro Tidaá